# Diocesi di Bacolod

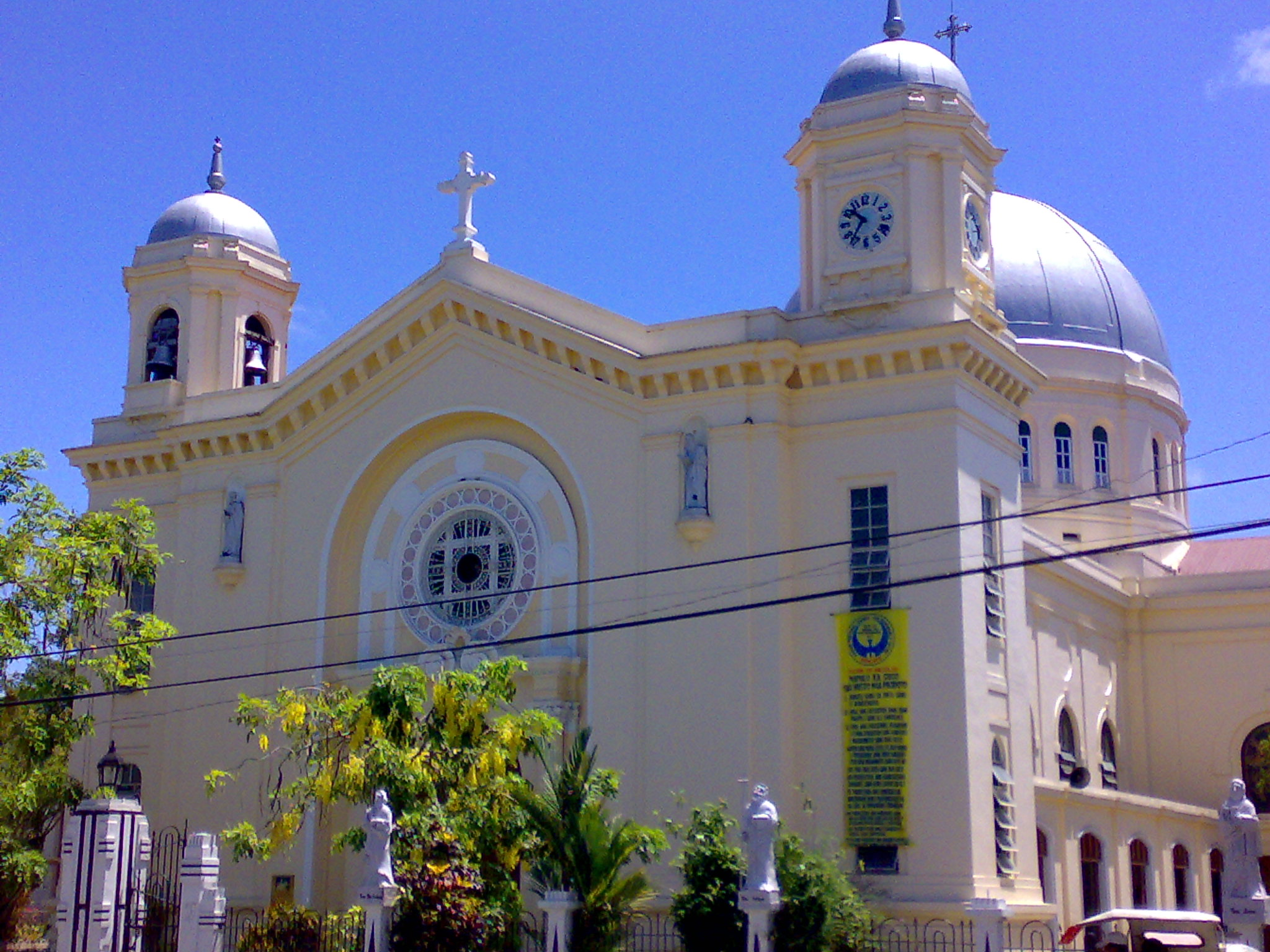
La pro-cattedrale di San Diego a Silay.

La diocesi di Bacolod (in latino Dioecesis Bacolodensis) è una sede della Chiesa cattolica nelle Filippine suffraganea dell'arcidiocesi di Jaro. Nel 2022 contava 1.291.547 battezzati su  1.634.870 abitanti. È retta dal vescovo Patricio Abella Buzon, S.D.B.

## Territorio
La diocesi comprende la parte centrale della provincia filippina di Negros Occidental, dalla municipalità di Hinigaran a sud alla città di Victorias a nord.
Sede vescovile è la città di Bacolod, dove si trova la cattedrale di San Sebastiano. A Silay sorge la pro-cattedrale di San Diego.
Il territorio si estende su 2.019 km² ed è suddiviso in 68 parrocchie.

## Storia
La diocesi è stata eretta il 15 luglio 1932 con la bolla Ad Christi regnum di papa Pio XI, ricavandone il territorio dalle diocesi di Cebu e di Jaro (oggi entrambe arcidiocesi).
Originariamente suffraganea dell'arcidiocesi di Manila, il 28 aprile 1934 è entrata a far parte della provincia ecclesiastica dell'arcidiocesi di Cebu, e il 29 giugno 1951 di quella di Jaro.
Il 5 aprile 1955 ha ceduto una porzione del suo territorio a vantaggio dell'erezione della diocesi di Dumaguete.
Nel febbraio del 1981 la diocesi ha ricevuto la visita di papa Giovanni Paolo II.
Il 30 marzo 1987 ha ceduto altre porzioni di territorio a vantaggio dell'erezione delle diocesi di Kabankalan e di San Carlos.
Il 25 dicembre 1994 il vescovo Camilo Diaz Gregorio ha dichiarato la chiesa di San Diego di Silay pro-cattedrale della diocesi.

## Cronotassi dei vescovi
Si omettono i periodi di sede vacante non superiori ai 2 anni o non storicamente accertati.
- Casimiro Lladoc † (23 giugno 1933 - 24 ottobre 1951 deceduto)
- Manuel Yap † (5 marzo 1952 - 16 ottobre 1966 deceduto)
- Antonio Yapsutco Fortich † (13 gennaio 1967 - 31 gennaio 1989 ritirato)
- Camilo Diaz Gregorio † (20 maggio 1989 - 28 agosto 2000 dimesso)
- Vicente Macanan Navarra (24 maggio 2001 - 24 maggio 2016 ritirato)
- Patricio Abella Buzon, S.D.B., dal 24 maggio 2016

## Statistiche
La diocesi nel 2022 su una popolazione di 1.634.870 persone contava 1.291.547 battezzati, corrispondenti al 79,0% del totale.
| anno | popolazione | popolazione | popolazione | presbiteri | presbiteri | presbiteri | presbiteri                | diaconi | religiosi | religiosi | parrocchie |
| anno | battezzati  | totale      | %           | numero     | secolari   | regolari   | battezzati per presbitero | diaconi | uomini    | donne     | parrocchie |
| ---- | ----------- | ----------- | ----------- | ---------- | ---------- | ---------- | ------------------------- | ------- | --------- | --------- | ---------- |
| 1950 | 961.628     | 1.218.507   | 78,9        | 80         | 31         | 49         | 12.020                    |         | 7         | 81        | 55         |
| 1958 | 702.119     | 847.343     | 82,9        | 90         | 33         | 57         | 7.801                     |         | 37        | 94        | 39         |
| 1970 | ?           | 1.268.480   | ?           | 38         | 2          | 36         | ?                         |         | 59        | 230       | 33         |
| 1980 | 1.345.594   | 1.619.000   | 83,1        | 153        | 89         | 64         | 8.794                     | 1       | 125       | 185       | 72         |
| 1990 | 904.181     | 1.023.058   | 88,4        | 108        | 69         | 39         | 8.372                     | 1       | 104       | 147       | 58         |
| 1998 | 1.034.336   | 1.254.481   | 82,5        | 150        | 94         | 56         | 6.895                     |         | 198       | 160       | 65         |
| 2001 | 1.034.336   | 1.254.481   | 82,5        | 153        | 97         | 56         | 6.760                     |         | 198       | 160       | 65         |
| 2002 | 927.697     | 1.236.929   | 75,0        | 142        | 94         | 48         | 6.533                     |         | 130       | 202       | 65         |
| 2003 | 1.018.147   | 1.357.529   | 75,0        | 148        | 100        | 48         | 6.879                     |         | 113       | 181       | 65         |
| 2004 | 1.076.783   | 1.252.073   | 86,0        | 148        | 98         | 50         | 7.275                     |         | 140       | 204       | 66         |
| 2006 | 1.091.668   | 1.307.388   | 83,5        | 164        | 110        | 54         | 6.656                     |         | 99        | 161       | 69         |
| 2012 | 1.211.000   | 1.474.000   | 82,2        | 141        | 102        | 39         | 8.588                     |         | 92        | 193       | 70         |
| 2015 | 1.089.128   | 1.396.318   | 78,0        | 161        | 108        | 53         | 6.764                     |         | 147       | 198       | 68         |
| 2018 | 1.145.283   | 1.527.044   | 75,0        | 165        | 110        | 55         | 6.941                     |         | 118       | 197       | 68         |
| 2020 | 1.178.000   | 1.570.565   | 75,0        | 157        | 105        | 52         | 7.503                     |         | 91        | 185       | 68         |
| 2022 | 1.291.547   | 1.634.870   | 79,0        | 157        | 109        | 48         | 8.226                     |         | 99        | 166       | 68         |